# АФК Кумбран Таун
АФК Кумбран Таун (на английски: Cwmbran Town Association Football Club, Кумбран Таун Асоусиейшън Футбол Клъб) е уелски футболен клуб, базиран в едноименния град Кумбран. Играе мачовете си на стадион Кумбран Стейдиъм.

## Успехи
Отборът на Кумбран Таун ще остане в историята на уелския футбол като първи шапмион на Уелс през сезон 1992-1993 г., когато е била основана Уелската Висша лига.